# Agrisius guttivitta
Agrisius guttivitta là một loài bướm đêm thuộc phân họ Arctiinae, họ Erebidae.